# Djibril Paye
Pour les articles homonymes, voir Paye (homonymie).
Djibril Paye, est un footballeur guinéen, d'origine sénégalaise, né le 26 février 1990. Il évolue actuellement comme défenseur au club du SO Romorantin.

## Palmarès
- Champion de Moldavie en 2009 et 2014 avec le FC Sheriff Tiraspol
- Vainqueur de la Coupe de Moldavie en 2013 avec le FC Tiraspol
- Champion de Groupe en CFA 2 en 2016-2017 avec le Saint-Pryvé Saint-Hilaire